# Vereinigung Deutsch-Französischer Gesellschaften für Europa
Die Vereinigung Deutsch-Französischer Gesellschaften für Europa e.V. (VDFG) ist ein deutscher Dachverband der deutsch-französischen Gesellschaften und Vereine.
Sie ist ein überparteilich und überkonfessionell arbeitender Verein, der in der Fédération des Associations Franco-Allemandes pour l’Europe (FAFA) sein französisches Gegenstück hat, mit dem er seit seiner Gründung 1957 eine Einheit bildet.
Zu seinen gegenwärtig 140 Mitgliedern gehören deutsch-französische Gesellschaften, Partnerschaftsvereine deutsch-französischer Kommunalpartnerschaften, „Clubs d’Affaires“ und Deutsch-Französische Chöre. In den Mitgliedsorganisationen sind mehr als 20.000 an Frankreich interessierte Bürger vereint. Die Mitgliedschaft steht allen Vereinigungen und Institutionen sowie natürlichen und juristischen Personen offen.
Der Zweck des Vereins ist die Festigung und Vertiefung der deutsch-französischen Zusammenarbeit durch die Förderung der Deutsch-Französischen Gesellschaften und ihrer Jugendgruppen sowie weiterer Mitglieder in beiden Ländern. Die Tätigkeit des Vereins erstreckt sich insbesondere auf kulturelle, wirtschaftliche, soziale und politische Bereiche, die dem Bild des Partnerlandes ebenso dienen wie den deutsch-französischen Beziehungen und den Bestrebungen zur Europäischen Einigung. VDFG und FAFA veranstalten jährlich einen gemeinsamen Kongress (alternativ in Deutschland oder in Frankreich) zu einem Schwerpunktthema und zu einem Erfahrungsaustausch für alle Mitglieder.
In Erinnerung an das völkerverbindende Wirken ihrer Gründungspräsidentin und späteren Ehrenpräsidentin Elsie Kühn-Leitz vergibt die Vereinigung seit 1986 (in der Regel alle zwei Jahre) den Elsie-Kühn-Leitz-Preis für herausragende Verdienste um die deutsch-französische Zusammenarbeit und Europäische Einigung.
Die VDFG wird (wie alle Mitgliedsorganisationen) von einem ehrenamtlich wirkenden Vorstand geführt. Der amtierende Präsident der VDFG ist Jochen Hake, der 2022 auf dem Jahreskongress in Dortmund gewählt wurde. Die VDFG wird von einem Kuratorium beraten.